# Glaphyra

Glaphyra

Glaphyra (altgriechisch Γλαφύρα Glaphýra; * etwa um 35 v. Chr.; † um 7 n. Chr.) war eine Tochter von Archelaos, dem König von Kappadokien, sowie eine Enkelin der gleichnamigen Hetäre. Durch ihre Ehen mit dem jüdischen Prinzen Alexander und später mit dessen Bruder Herodes Archelaos sowie ihre kurzzeitige Ehe mit Juba II., dem König von Mauretanien, war Glaphyra zur Zeit des römischen Kaisers Augustus eine sehr bekannte Frau.

## Herkunft
Glaphyra wurde etwa um 35 v. Chr. in Kappadokien geboren. Ihr Urgroßvater Archelaos war 63 v. Chr. von dem römischen Feldherrn Gnaeus Pompeius Magnus zum Hohepriester von Komana in Pontus ernannt worden. 56–55 v. Chr. war er durch seine Heirat mit der ägyptischen Herrscherin Berenike IV. kurzzeitig auch König von Ägypten.
Auch ihr Großvater, ebenfalls mit dem Namen Archelaos, hatte das einträgliche Amt eines Hohepriesters von Komana inne, das mit königlichen Würden verbunden war, bis er 47 v. Chr. von Gaius Iulius Caesar im Rahmen einer politischen Neuordnung abgesetzt wurde.
Glaphyras Vater, auch Archelaos Sisinnes oder Sisinna genannt, wurde 36 v. Chr. vom römischen Triumvirn Marcus Antonius zum König von Kappadokien erhoben, und zwar gegen den legitimen Throninhaber Ariarathes X., der sich in seiner romfeindlichen Politik auf die Parther gestützt hatte. Der Name ihrer Mutter ist nicht bekannt. Antonia Tryphaina war ihre Stiefschwester aus einer zweiten Ehe ihres Vaters mit Pythodoris, die in erster Ehe mit Polemon I., der 37–38 v. Chr. König von Pontos gewesen war.
Das antike Königreich Kappadokien lag in Kleinasien (heute Teil der Türkei). Archelaos Sisinna regierte über 50 Jahre, bis er im hohen Alter vom römischen Kaiser Tiberius, den er gekränkt hatte, vor Gericht gestellt wurde und bald danach verstarb (17 n. Chr.). Er war der letzte König von Kappadokien, das nach seinem Tod römische Provinz wurde.

## Leben
Glaphyra heiratete um 17 v. Chr. den in Rom erzogenen Prinzen Alexander, den Sohn des jüdischen Königs Herodes des Großen aus dessen Ehe mit der hasmonäischen Prinzessin Mariamne I. Alexander und Glaphyra hatten drei Kinder, darunter die zwei Söhne Alexander und Tigranes. Tigranes wurde später als Tigranes V. König von Armenien, ebenso wie ein Sohn seines Bruders Alexander, der 58–63 n. Chr. als Tigranes VI. auf dem armenischen Thron saß.
In den Kabalen am jüdischen Königshof in Jerusalem soll Glaphyra eine aufstachelnde Rolle gespielt haben. Offensichtlich hatte die auf ihre vornehme Herkunft eingebildete kappadokische Prinzessin ständig Streit mit Salome, ihrer Schwägerin, einer Schwester Herodes des Großen. Wegen ihres Adelsstolzes (sie führte ihren Stammbaum auf den persischen Großkönig Dareios I. zurück) soll sie – wie der jüdische Geschichtsschreiber Flavius Josephus vermeldet – auch sonst in ihrer jüdischen Verwandtschaft nicht sehr beliebt gewesen sein. Salome suchte Glaphyras Sturz herbeizuführen und verdächtigte sie daher bei ihrem Gatten einer Liebesbeziehung zu Herodes. Archelaos wiederum bemühte sich, durch persönliche Vermittlung seine Tochter Glaphyra und deren Gatten gegen Verdächtigungen beim jüdischen König in Schutz zu nehmen. Um 8 v. Chr. besuchte Eurykles von Sparta Herrscherresidenzen des Orients, hielt sich unter anderem auch bei Herodes auf und erwies als angeblicher Vertrauter des kappadokischen Königs Glaphyra große Aufmerksamkeiten, verschlimmerte aber indessen noch den Konflikt zwischen Herodes und dessen Söhnen.
Glaphyras Ehegatte Alexander wurde 8/7 v. Chr. von seinem eigenen Vater wegen angeblicher Umsturzpläne hingerichtet. König Herodes schickte daraufhin seine verwitwete Schwiegertochter samt ihrer Mitgift nach Kappadokien zurück, behielt aber ihre beiden Söhne Alexander und Tigranes bei sich zurück. Diese kamen jedoch nach Herodes’ Tod 4 v. Chr. zu ihrer Mutter nach Kappadokien, legten ihren jüdischen Glauben ab und nahmen die griechische Religion an.
Später (wohl um 1 n. Chr.) wurde Glaphyra die Gattin des römischen Klientelkönigs Juba II. von Mauretanien, dessen Ehefrau Kleopatra Selene, eine Tochter des Marcus Antonius und der berühmten Königin Kleopatra VII., die vielleicht um 5 v. Chr. gestorben war. Glaphyra wurde damit auch Stiefmutter von Jubas Sohn Ptolemaios und einer möglichen Tochter Drusilla. Die Ehe zwischen Glaphyra und Juba hatte allerdings nicht lange Bestand, denn Glaphyra willigte ein, Gattin des jüdischen Ethnarchen Herodes Archelaos, des Halbbruders ihres ersten Mannes, zu werden, und ließ sich um 4 n. Chr. von Juba II. scheiden. Auch Archelaos verstieß seine bisherige Frau für die neue Ehe mit Glaphyra. Nach jüdischen Gesetzen war dies eine sündhafte Verbindung.

## Tod
Glaphyra starb etwa 7 n. Chr. Der von Flavius Josephus berichteten Legende nach litt sie an Schuldkomplexen wegen ihrer Ehe mit Archelaos, denn sie hatte einen Alptraum, in dem ihr ihr verstorbener Ehemann Alexander erschien, der hingerichtete Sohn von König Herodes, und ihr Vorwürfe wegen ihrer Ehe mit seinem Halbbruder machte. Wenige Tage nach diesem Erlebnis soll Glaphyra gestorben sein.